# Kusarigama

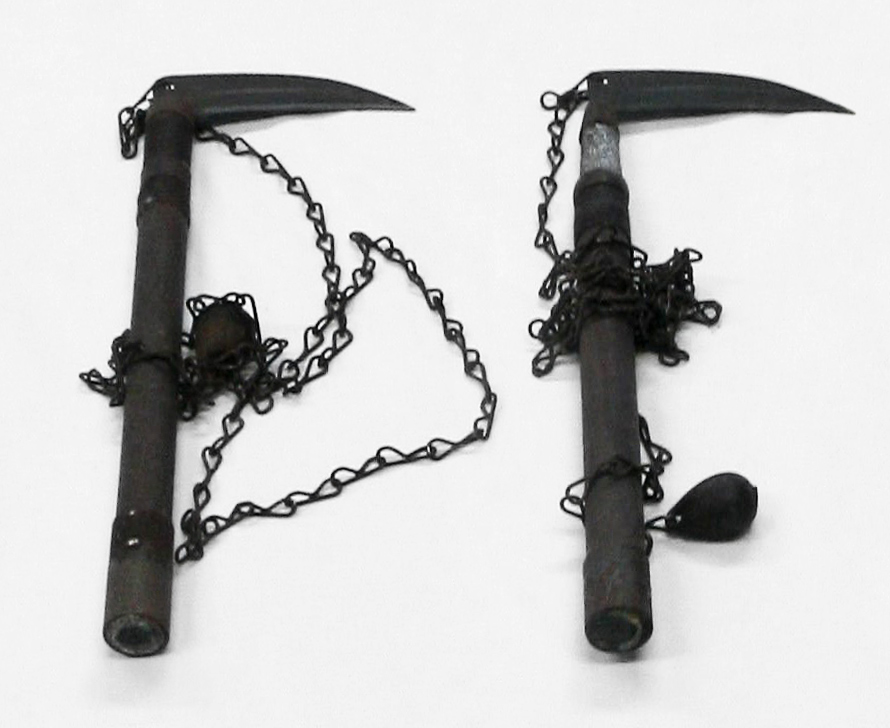
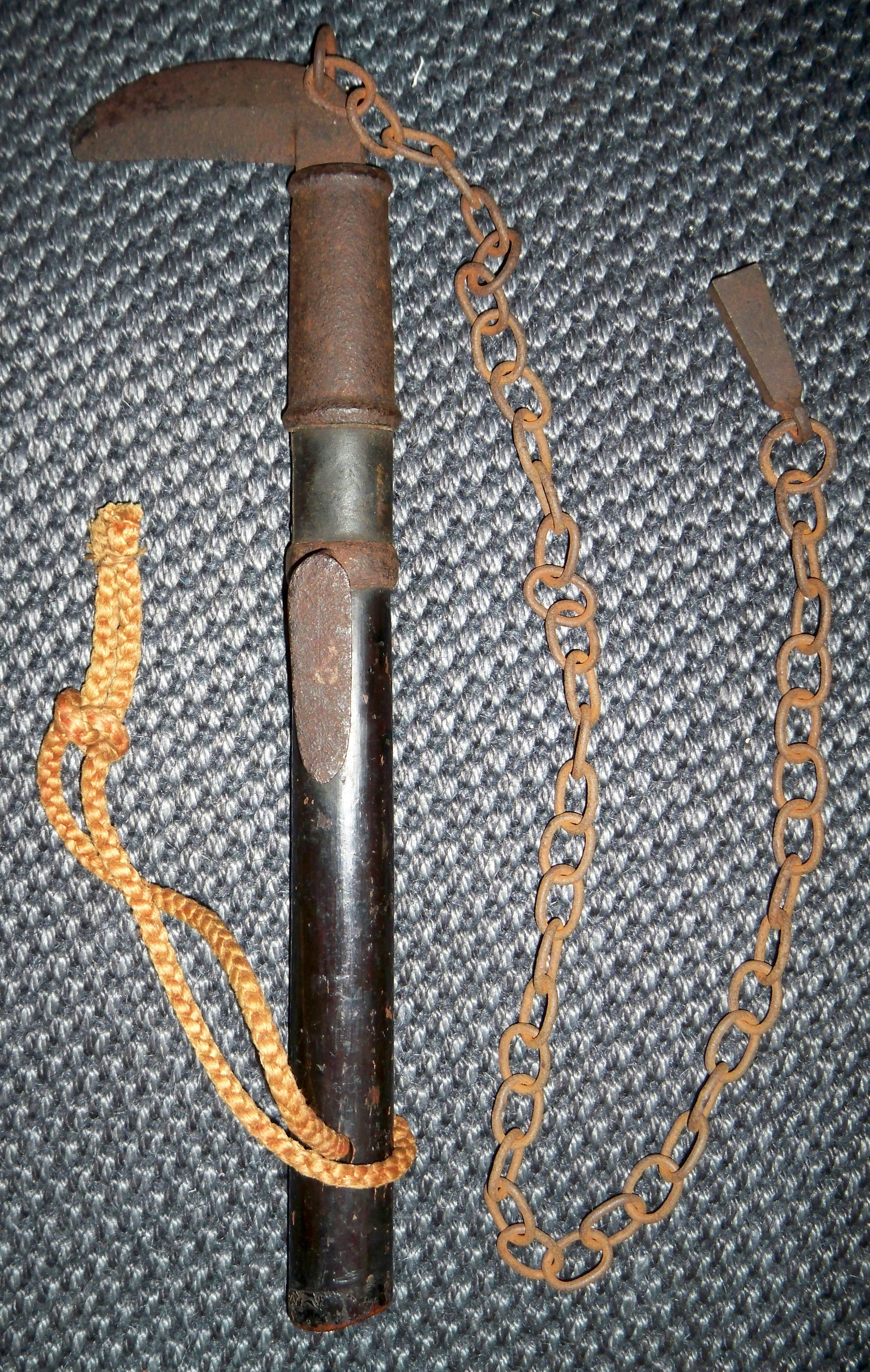
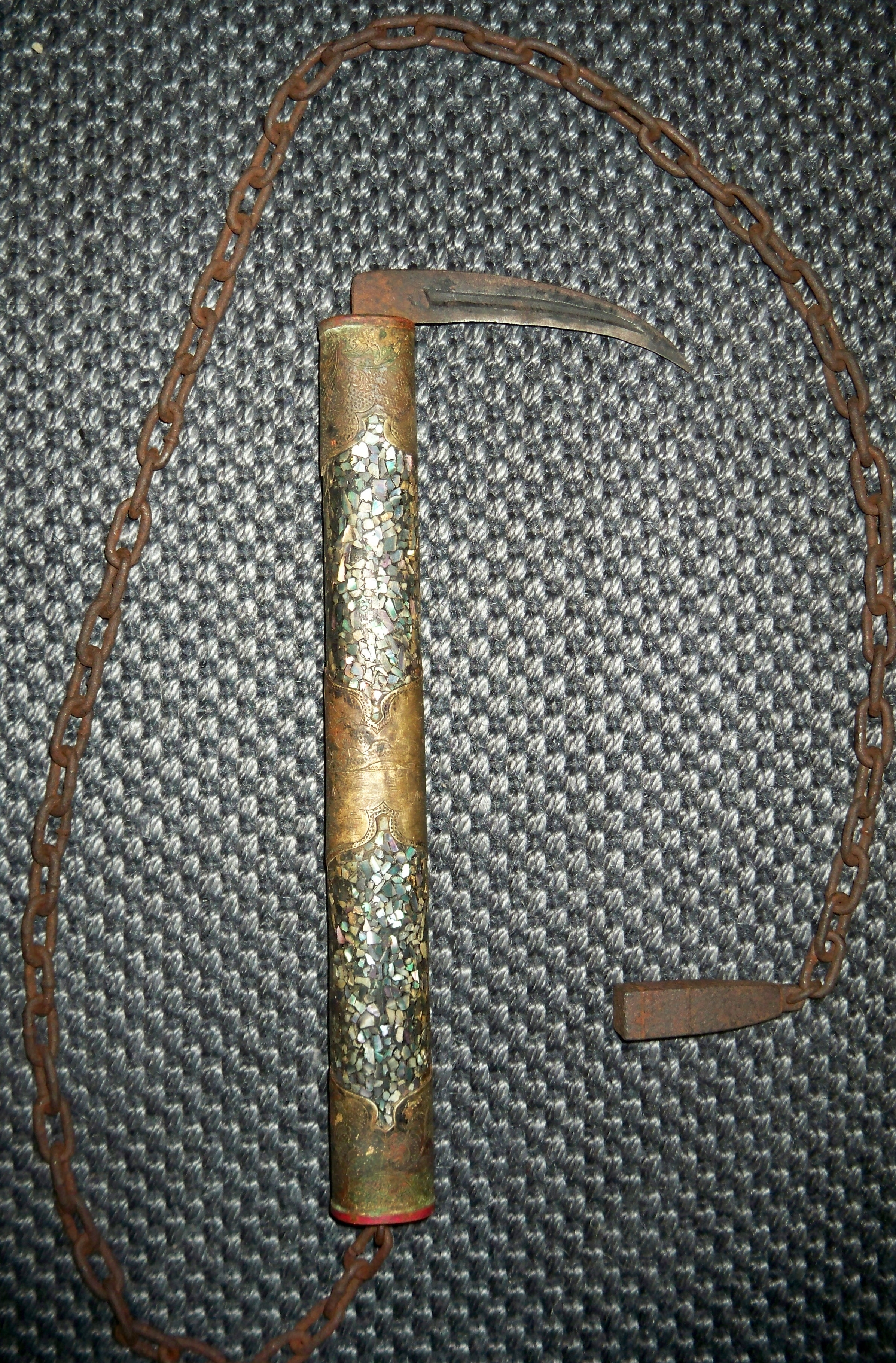
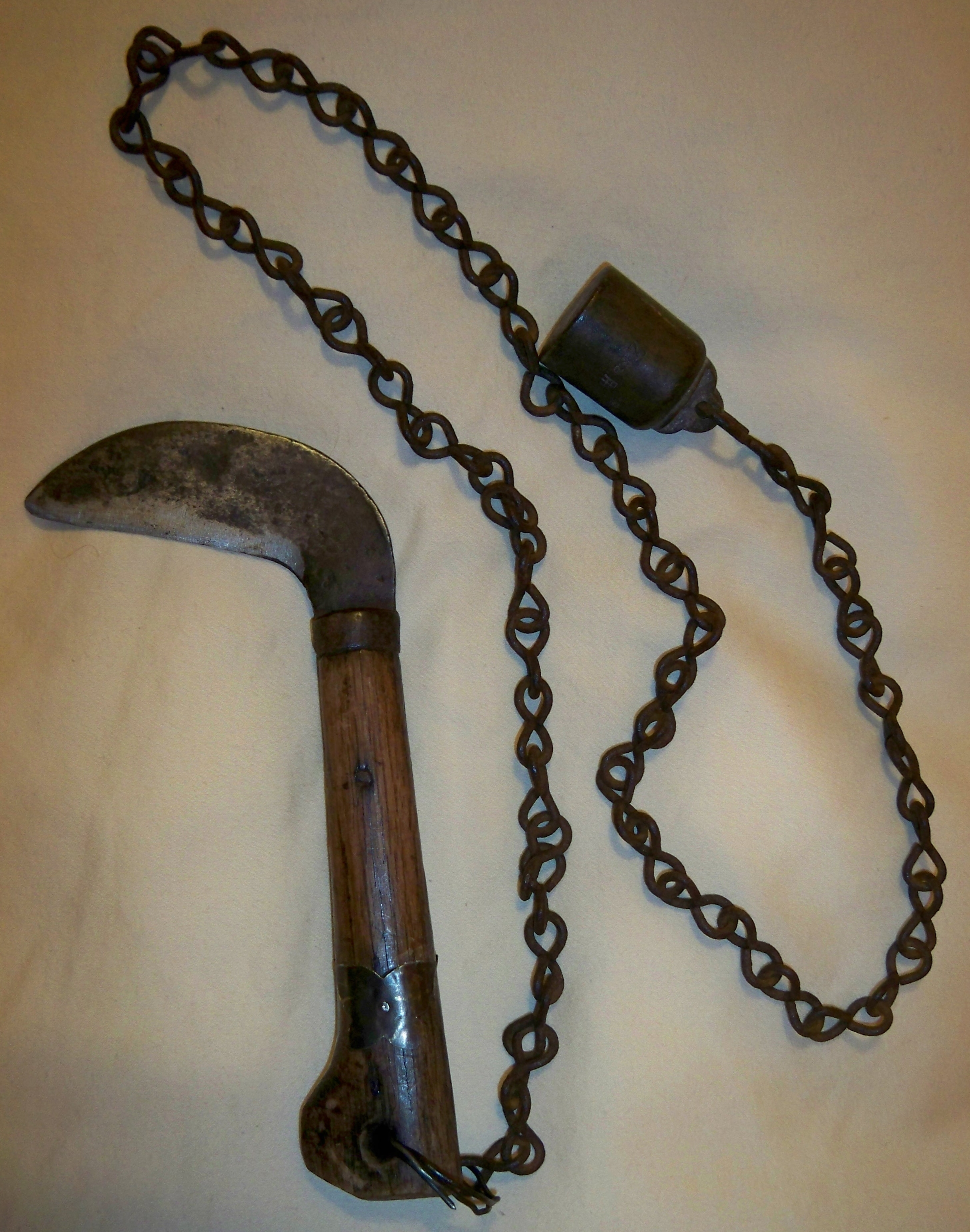

Die Kusarigama [kɯsaɺi.gama] (jap. 鎖鎌, dt. „Kettensichel“) ist eine japanische Bujutsu-Waffe, die aber auch im Kobudō von Okinawa Verwendung findet. 

## Beschreibung
Die Kusarigama hat eine gebogene, einschneidige, sichelförmige Klinge. Die Klinge ist an der Schneidenseite meist gerade und am Klingenrücken konvex gebogen. Sie ist meist fest am Schaft befestigt. Der Schaft besteht in der Regel aus Holz und ist rund. Die Längen, das Material und der Durchmesser variieren. Am Heftende ist eine Kette befestigt, welche mit einem Metallgewicht an deren Ende versehen ist. Es gibt Versionen, bei denen die Klinge ähnlich einem Taschenmesser an den Schaft angeklappt werden kann.

## Entstehung
Über die Entstehung der Waffe sind heute wenig belegbare Fakten bekannt, einzig Legenden geben Hinweise zu ihrer Entwicklung. Sie entstand aus der Kombination von Sichel und Kette, die an einem Ende mit einem schweren Eisengewicht versehen war. Obgleich bereits im 15. Jahrhundert bekannt, war der Höhepunkt ihrer Anwendung in der Muromachi-Periode.
So soll einem Sōhei – also Kampfkunstmeister und Mönch – namens Jion um das Jahr 1400 nach langer Meditation die Idee zur Konstruktion dieser Waffe gekommen sein. Andere Quellen schreiben ihre Entwicklung dessen Schüler, einem Samurai namens Tan Isshin, zu. Nach einer Legende unterlag bei einem Kampf etwa im Jahr 1607 der japanische kettensichelführende Shishido Baiken dem Ronin Miyamoto Musashi.

## Anwendung
Die Kombination aus Wurf-, Schnitt- und Kettenwaffe macht die Kusarigama sehr vielseitig einsetzbar. Die Kette konnte mit dem angehängten Gewicht als Wurf- und Wuchtwaffe eingesetzt und daneben auch zum Würgen und Fesseln gebraucht werden.
Während man von den gewöhnlichen Kama meist ein Paar führte, hielt der Anwender einer Kusarigama die Sichel in der einen Hand, um sie gegen Waffe oder Körper des Gegners einzusetzen, und die geraffte Kette in der anderen Hand, und schwang diese als Wuchtwaffe oder ließ sie kreisen. Damit war es möglich, den Gegner auf einer Distanz zu halten, bei der die meisten Waffen wie beispielsweise Schwerter nicht zu gebrauchen waren. Das Gewicht schleuderte man, um damit Kopf oder Waffenhand und seltener auch Rippen und Weichteile des Gegners zu verletzen, oder um die gegnerische Waffe zu blockieren bzw. den Gegner zu entwaffnen. Auch konnte die Kette um einen angeschlagenen Gegner geschleudert und dieser so gefesselt werden. Durch das Einholen der Kette konnte der gegnerische Kämpfer in den Wirkungsbereich der Sichel gezogen werden.
Essenziell für die Anwendbarkeit einer Kusarigama ist jedoch, dass ausreichend Platz zur Verfügung steht, um den durch die Kette ermöglichten Kampf auf größere Distanz zu führen. Ist der dazu notwendige Raum nicht vorhanden, kann die Waffe ihre eigentlichen Vorzüge nicht zur Geltung bringen. Verwendet wurde sie daher meist von Einzelkämpfern statt von Soldaten in einer größeren Schlacht.
Manche Darstellungen, vor allem in der Unterhaltungsbranche, zeigen die Waffe in einer Art der Anwendung, wobei nicht das Gewicht, sondern die Sichel mittels der Kette geschwungen wird. Dies mag bedrohlich wirken, ist aber vergleichsweise ineffektiv, da die Sichel als Schnittwaffe nicht für Stiche geeignet ist und so mit hoher Wahrscheinlichkeit abprallt, ohne großen Schaden anzurichten. Außerdem macht die Asymmetrie der Sichel diese in ihrer Flugbahn instabil und die Ausrichtung der Klinge dadurch nicht kontrollierbar; damit entstammt diese Anwendung wohl eher der kreativen Phantasie der Autoren als der Realität im alten Japan. Die Bezeichnung bezieht sich zusätzlich auf eine andere Waffe, die Manriki Gusari, eine Metallkette mit einem Gewicht an beiden Enden, die zum Schlagen, zum Wurf und zum Parieren genutzt werden konnte.